# Gairsay
Gairsay (2,4 km²) è un'isola sul Mare del Nord della Scozia nord-orientale, facente parte dell'arcipelago delle Isole Orcadi. Sull'isola vivono 3 persone.
L'isola è storicamente associata alla figura del capo vichingo Sveinn Ásleifarson.

## Etimologia
Il toponimo Gairsay deriva dall'antico nordico Gareksey che significa "isola di Garek".

## Geografia

### Collocazione
Gairsay è situata sul Wide Firth . , tra le isole di Mainland e Shapinsay e a sud dell'isola di Wyre, da cui è separata dal Gairsay Sound.

### Territorio
L'isola raggiunge l'altezza massima, pari a 102 m s.l.m., nella sua parte centrale.

## Demografia
Al censimento del 2011, Gairsay contava una popolazione pari a 3 abitanti. Il dato è rimasto immutato rispetto ai precedenti censimenti del 1991 e del 2001.

## Edifici e luoghi d'interesse
Tra gli edifici d'interesse di Gairsay figura una piccionaia del 1648, la più antica del suo genere in Scozia.

## Gairsay nella cultura di massa

### Letteratura
L'isola di Gairsay è menzionata nella Orkneyinga Saga ("Saga delle Isole Orcadi"), dove si dice che vi viveva il capo vichingo Sveinn Ásleifarson.